# ディディ10
ディディ10（グルジア語: დიდი 10）は、ジョージアおけるラグビーユニオンの全国リーグである。

## 概要
ジョージア国内の全10クラブによって争われる。毎年晩秋に開幕し、翌年の初夏の時期に優勝を決める「秋春制」を採用しており、例えば2012–2013シーズンでは9月上旬から翌年5月末にかけて開催された。優勝はホーム・アンド・アウェイ方式のリーグ戦と、リーグ戦の上位6クラブによるプレーオフの2段階で争われる。

## 参加チーム

### 2016–2017シーズン
- レロ・サラセンス
- RCコチェビ・ボルニシ
- RC AIAクタイシ
- RCロコモティヴィ・トビリシ
- RCアルマジ・トビリシ
- RCアルミア・トビリシ
- RCジキ・ゴリ
- RCバグラティ・クタイシ
- バトゥミRC
- RCアカデミー・トビリシ